# Daryl Lindsay

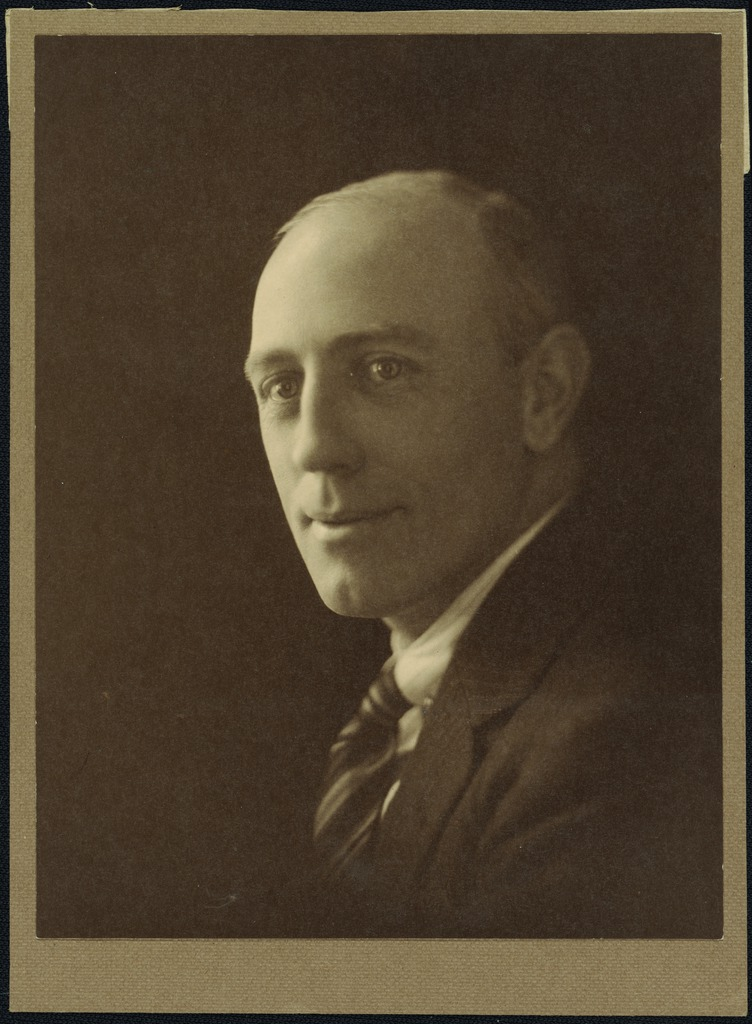
Daryl Lindsay

Daryl Lindsay, vollständig Sir Ernest Daryl Lindsay (* 31. Dezember 1889 in Creswick, Victoria; † 25. Dezember 1976 in Mornington, Victoria) war ein australischer Künstler mit anglo-irischen Wurzeln.

## Leben und Wirken
Lindsay war der jüngste Sohn des Arztes Robert Alexander Lindsay (1843–1915) und dessen Ehefrau Jane Elizabeth Williams (1848–1933). Sein Großvater mütterlicherseits war der Prediger Thomas Williams, ein Anhänger John Wesleys (→Methodistische und Wesleyanische Kirchen). Er hatte neun Geschwister, darunter Percy (1870–1952), Lionel (1874–1961), Norman (1879–1969) und Ruby Lindsay (1885–1919).
Nach seiner Schulzeit arbeitete Lindsay auf Rinder- und Schaffarmen um Collarenebri (New South Wales). Zu Beginn des Ersten Weltkriegs meldete er sich als Freiwilliger. Er kämpfte in Frankreich und kam später nach London, wo er in einem Lazarett der Australian Imperial Force arbeitete. Parallel dazu entdeckte er für sich die Malerei und begann an der Slade School of Art zu studieren.
Am Valentinstag (14. Februar) 1922 heiratete Lindsay in London die Schriftstellerin Joan à Beckett Weigall. Das Ehepaar unternahm eine ausgedehnte Reise durch Europa und kehrte anschließend nach Australien zurück. Sie erwarben eine große Farm in Baxter (Mulberry Hill) auf der Mornington-Halbinsel, wo er auch ein eigenes Atelier eröffnete. Als während der Weltwirtschaftskrise seine geschäftlichen Beziehung nach Europa endeten, musste das Ehepaar seine Farm vermieten und (ohne Atelier) in einer Mietwohnung in Bacchus March (Victoria) wohnen. Als sich ihre finanzielle Lage wieder gebessert hatte, gingen sie wieder auf ihre Farm zurück.
Anfangs stand er noch etwas im Schatten seiner Geschwister, doch spätestens durch die Zusammenarbeit mit Wassily de Basil und dessen Ballett, hatte er seinen künstlerischen Durchbruch. 1940 berief man ihn zum Kurator der National Gallery of Victoria und zwischen 1942 und 1956 leitete er dieses Museum auch als Direktor. Als solcher wurde er 1953 Mitglied des National Gallery of Australia in Canberra.
Auf Vorschlag der australischen Regierung unter Premierminister Robert Menzies adelte Königin Elisabeth II. am 31. Mai 1956 Lindsay zum Knight Bachelor.
Eine Woche vor seinem 87. Geburtstag starb Daryl Lindsay am 25. Dezember 1976 in Mornington und fand dort auch seine letzte Ruhestätte.

## Schriften (Auswahl)
- Back stage with the Covent Garden Russian Ballet. Beagle Press, Sydney 1937.